# Arthur Simons

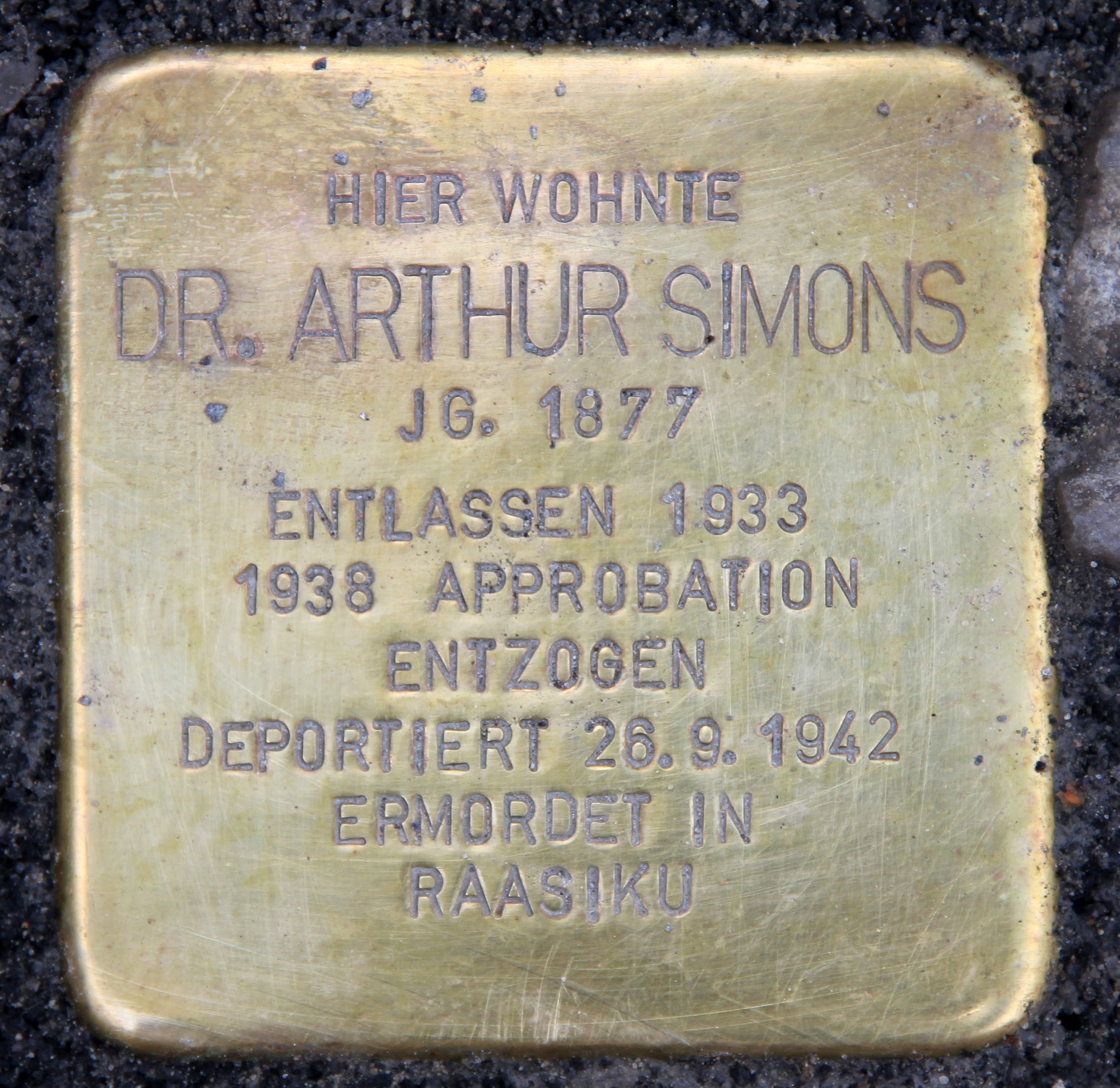
Stolperstein poświęcony Arthurowi Simonsowi przy Kurfürstenstraße 50 w Berlinie-Tiergarten

Arthur Simons (ur. 11 października 1877 w Düsseldorfie, zm. 1942 w KL Vaivara) – niemiecki lekarz neurolog.

## Życiorys
Studiował medycynę na Uniwersytecie w Berlinie, w 1903 roku otrzymał tytuł doktora medycyny. Pracował później w Augusta Hospital u Hugona Liepmanna, w Charité i w poliklinice Hermanna Oppenheima. W 1921 roku uzyskał habilitację z neurologii, w 1923 roku został profesorem nadzwyczajnym.
W 1911 roku przedstawił opis zespołu znanego dziś jako zespół Barraquera-Simonsa.
We wrześniu 1933 roku został zwolniony ze stanowiska w klinice Charité. 3 października 1942 został deportowany z Berlina do obozu koncentracyjnego w Vaivarze w Estonii, gdzie został zamordowany.

## Wybrane prace
- Lewandowsky M., Simons A. Zur Physiologie der vorderen und der hinteren Zentralwindung. Archiv f. d. ges. Physiol 139, 240 (1909)
- Crampi bei amyotrophischer Lateralsklerose[5] (1911)
- Gliom in der linken hinteren Hirnhälfte mit Einwuchs in beide Sehnerven (Kriegsbeobachtung)[6] (1918)
- Über die elektrische Erregbarkeit der vorderen und der hinteren Zentralwindung[7]. (1913)
- Knochen und Nerv (Kriegserfahrungen) (1917)
- III. Gefühlsprüfung am freigelegten Nerven[8] (1918)
- Bielschowsky M., Simons A. Über diffuse Hamartome (Ganglioneurome) des Kleinhirns und ihrer Genese. J Psychol Neurol (1930)
- Nekrolog auf Hermann Oppenheim. Zschr ärztl Fortbildg 16 (Jena 1919) 381-383